# Observatoire Etelman
L'observatoire Etelman est un observatoire des sciences de l'Univers étudiant l'astronomie et la géophysique. Il est situé sur l'île de Saint-Thomas dans les îles Vierges américaines. L'observatoire Etelman est l'observatoire situé le plus à l'est des États-Unis d’Amérique et le seul possédant un télescope robotique dans cette région des Caraïbes.
Cet observatoire est exploité par l'université des îles Vierges.

## Histoire
Le site de l'Observatoire, son bâtiment principal et un premier instrument (maintenant retiré) ont été donnés par Harry I Etelman en 1962, à ce qui était à l'époque le College Virgin Islands, et qui est devenu par la suite l'Université des Iles Vierges. À cette même époque, l'Université a rénové le bâtiment et installé un nouvel instrument, équipé par la suite d'une nouvelle instrumentation en 2004. Depuis lors, l'Observatoire est utilisé pour des recherches scientifiques, des projets étudiants et de la vulgarisation scientifique.

## Bâtiments
L'observatoire se compose d'un bâtiment principal, qui accueille deux salles de réunions utilisées principalement lors des séances de vulgarisation organisées par l'Université, des unités d'habitations pour les astronomes résidents ou de passages, et la salle de contrôle des instruments. Le télescope se trouve sur le toit de ce bâtiment. D'autres constructions à l'écart sont dédiées au sismomètre et aux zones techniques (électricité, réseaux informatiques et téléphoniques).

## Instruments
L'Observatoire est équipé d'un télescope de type Cassegrain, robotisé, de 0,5 m de diamètre. D'autre part, il héberge également un sismomètre de l'Université de Porto Rico.